# 佩布爾城 (喬治亞州)
佩布爾城（英語：Pebble City）是位於美國喬治亞州米切爾縣的一個非建制地區。該地的面積和人口皆未知。

## 地理
佩布爾城的座標為31°09′42″N 84°04′01″W / 31.16167°N 84.06694°W，而該地的平均海拔高度為46米（即151英尺）。